# Stichting Kollektief Rampenplan
De Stichting Kollektief Rampenplan is een anarchistische werkgemeenschap in Sittard, ontstaan in 1981.
Ze is in linkse kringen vooral bekend door haar gaarkeuken Den Troag, die ecologisch-vegetarisch eten verzorgt voor activisten. Rampenplan heeft de beschikking over mobiele keukens die tijdens acties, zoals demonstraties, eten verspreiden onder de aanwezigen. Voor grotere activiteiten zoals de Pinksterlanddagen, de Dodewaard acties 1981, Anti-Atoom Karavan in 1982, Vredesmars Dortmund-Brussel in 1983, Vredesmars Mutlangen-Bonn in 1984, bij Woensdrecht in begin jaren 80tig, in Wendland, Jukks, Ecotopia, een Franse landelijke actie tegen kernafvaltransporten in 2004 en andersglobaliseringsdemonstraties, vormt de Stichting een belangrijke schakel in de infrastructuur. 
Rampenplan heeft ook andere activiteiten, waaronder haar uitgeverij genaamd Baalprodukties en tot 1984 de Atoomvrijstaat.

## Wetenswaardigheden
- SP-Tweede Kamerlid Krista van Velzen heeft als vrijwilligster gewerkt voor de keuken van Rampenplan.
- Rampenplan ondersteunt Food Not Bombs bij grotere manifestaties.